# Amfotericine B
Amfotericine B is een anti-schimmelmiddel (antifungale medicatie) dat wordt gebruikt om ernstige schimmelinfecties zoals coccidioidomycose mee te behandelen, wanneer bijvoorbeeld een behandeling met ketoconazol of fluconazol niet afdoende werkt. Het kan zowel oraal als intraveneus worden toegediend, en wordt vaak alsnog gebruikt in combinatie met fluconazol. Het is niet het middel van eerste keus vanwege de mogelijke ernstige bijwerkingen.
De stof is opgenomen in de lijst van essentiële geneesmiddelen van de WHO.